# Пэйн, Барри
Барри Эрик Оделл Пэйн (28 сентября 1864 — 5 мая 1928) — британский журналист, поэт, писатель и сатирик
Получил образование в Кембридже, ещё в молодом возрасте начал сотрудничать в журнале Granta, став одним из главных его авторов. В 1889 году одним из его рассказов заинтересовался издатель Джеймс Паун, после чего Пэйн стал сотрудничать в таких известных сатирических журналах, как «Панч» и The Speaker, а также в газетах Black and White и Daily Chronicle.
В скором времени он стал весьма известен в Англии как сатирик и юморист, но его наследие включает также приключенческие романы и новеллы в жанре ужаса, которые были высоко оценены ещё при его жизни.
- Эта статья (раздел) содержит текст, взятый (переведённый) из одиннадцатого издания «Британской энциклопедии», перешедшего в общественное достояние.